# Boom Boom
„Boom Boom“ je píseň arménské zpěvačky Emmy. Hudbu složili Hayk Harutyunyan a Hayk Hovhannisyan, autorem textu je Sosi Khanikyan. Emmy byla interně vybrána veřejnoprávním vysílatelem ARMTV. Rozhodnutí vysílatel zveřejnil v prosinci 2010. Kombinací diváckého hlasování a hlasování odborné poroty v poměru 50/50 bylo rozhodnuto, že Arménii bude na Eurovision Song Contest 2011 v německém Düsseldorfu reprezentovat s písní „Boom Boom“.
Na Eurovision Song Contest 2011 píseň vystoupila v prvním semifinále čtvrtá v pořadí, po Albánii a před Tureckem. Píseň se umístila na 12. místě s celkovým počtem 54 bodů, což pro kvalifikaci do finále nestačilo. Pro Arménii se jednalo o do té doby nejhorší umístění na Eurovision Song Contest.